# Голенищев-Кутузов, Иван Тимофеевич
Иван Тимофеевич Голенищев-Кутузов (1839 — 8 (21) августа 1909) — российский предприниматель и деятель местного самоуправления, городской голова Харькова в 1893—1900 годах.
Во время службы в русской армии вступил в тайную организацию, поддерживавшую польских революционеров, а после его разоблачения был отправлен в отставку. Перебрался в Харьков, где стал влиятельным предпринимателем и общественным деятелем. Склонялся к консервативно-монархическим взглядам и был лидером «дворянской партии» в местной политике. Дважды побеждал на выборах городского головы Харькова, но во время второй каденции из-за конфликта с гласными городской думы был вынужден досрочно покинуть пост. Во время его руководства в Харькове было основано несколько важных предприятий. Уделял большое внимание экологическим вопросам, выступал с докладом на II Всероссийском съезде лесовладельцев и лесохозяев, занимался озеленением Харькова — открывал скверы и парки.

## Биография

### Происхождение и ранние годы
Иван Тимофеевич Голенищев-Кутузов родился в 1839 году в Измаиле. Его отцом был штабс-капитан Тимофей Иванович Голенищев-Кутузов, участник Наполеоновских войн. Он отличился в Битве народов, за что был награждён орденом святого Владимира IV степени с бантом. Во время пребывания во Франции ознакомился с технологией производства батиста, которая в то время была неизвестна в Российской империи. По возвращении на Родину опубликовал руководство по производству батиста. Позже служил полицмейстером в Леове и Феодосии. Мать — Аделаида Васильевна Полтавцева, дочь подполковника. В семье, кроме сына Ивана, было четыре дочери. По вере был православным.
Учился в Новгородском кадетском корпусе, а после его окончания в 1854 году продолжил образование в Константиновском кадетском корпусе. В 1857 году был направлен проходить службу в шестом стрелковом батальоне в звании подпоручика. Через два года Голенищева-Кутузова направили в стрелковую командную школу. Он окончил её с отличием и вернулся в батальон, где стал командиром роты и заместителем командира по вооружению. В 22 года стал штабс-капитаном. С октября 1861 по март 1862 находился при Новгородском кадетском корпусе. По возвращении увлекся революционной деятельностью и вступил в ряды революционной организации русских офицеров в Польше, стал её активным членом. В июле 1862 года вместе со штабс-капитаном Николаем Новицким был арестован в Варшаве и выслан в Москву. Революционеров обвиняли в «либеральном направлении» и в «губительном влиянии на других молодых и неопытных офицеров». По политическим причинам Голенищев-Кутузов был отправлен в отставку. За ним был установлен надзор, продолжавшийся до 1871 года.

### Харьковский период
После того, как Иван Голенищев-Кутузов подал в отставку, он купил имение Наградное недалеко от села Хорошево в Харьковской губернии и занялся предпринимательской деятельностью, был сподвижником Алексея Алчевского по коммерческим делам. В 1866 стал одним из основателей 1-го Харьковского общества взаимного кредита и членом его правления. Также был членом Харьковского Общества взаимного страхования.
Кроме финансовой деятельности, Голенищева-Кутузова интересовали вопросы шелководства и лесоводства. Он участвовал во II Всероссийском съезде лесовладельцев и лесохозяев, состоявшемся в Липецке в 1874 году. Там он прочитал доклад «О полезном значении лесов и о мерах сохранения их на юге России». Докладчик указывал на климатическое значение лесов. Они «намного равномернее, чем поля» потребляют осадки и играют важную роль в терморегуляции: «[Лес] охлаждает и тем самым уменьшает стремительность потоков горячего воздуха, а с морозными ветрами делится теплом». Голенищев-Кутузов обвинял банки в хищении лесов и считал, что лес, ввозимый из южных портов, нужно облагать высокой пошлиной. Также он призвал принять законодательный акт о запрещении выпаса скота на вырубках и предлагал использовать каменный уголь вместо дров в топках паровозов. Доклад имел широкий общественный резонанс и многие предложения Голенищева-Кутузова были воплощены в жизнь правительством.
В 1891—1892 годах работал в Харьковской конторе Государственного банка, был членом учётного комитета по выдаче ссуд. Его избирали членом оценочной комиссии Харьковского земельного банка. Кроме финансовой, также, участвовал в общественной жизни региона. Он избирался гласным губернского и уездного земского собрания. Являлся членом ревизионной комиссии губернского земства. В 1883 году впервые был избран гласным городской думы. Избирался председателем Попечительского совета городских богадельней. Был приверженцем консервативно-монархических взглядов, за что получил поддержку среди «правых» города. Дмитрий Багалей, в своих воспоминаниях, называл его купеческим ставленником. В результате городской контрреформы 1892 года на городских выборах 1893 года доминировала так называемая «дворянская партия», лидером которой был Иван Голенищев-Кутузов. На состоявшихся 11 марта 1893 года выборах городского головы гласные избрали его председателем с результатом 51 — «За», 21 — «Против».
Во время своего руководства Ивану Голенищеву-Кутузову удалось стабилизировать городские финансы. Он активно искал новые источники финансирования. По его инициативе в 1894 году был выпущен первый городской облигационный заём. Во время руководства Ивана Голенищева-Кутузова были укреплены берега рек Харьков и Лопань, что оградило город от затоплений. Являлся инициатором создания муниципальных доходных предприятий: электростанции и скотобоен. Также способствовал возникновению Харьковского паровозостроительного завода, Николаевской больницы и Тургеневского училища. Принимал участие в разработке проекта по расширению городского водопровода, занимался вопросом выкупа у Бельгийского общества Харьковской конной железной дороги и планировал заменить конную тягу на электрическую. Заботился о состоянии существующих городских скверов и создавал новые. Вместе с Харьковским губернатором Александром Петровым стал основателем Николаевского городского парка и зоопарка. Также участвовал в создании Загородного парка. Возглавлял харьковскую делегацию на коронации императора Николая II в Москве. По инициативе городского головы в Харькове прошли пышные празднования коронации.
В 1897 году победил на новых выборах городского головы с результатом 41 — «За», 26 — «Против». Однако тогда же у него начался конфликт с влиятельной группой гласных, из-за которого он был вынужден пойти в отставку 31 марта 1900 года. Сам Иван Голенищев-Кутузов объяснял свою отставку преклонным возрастом, в результате которого ему сложно было одновременно состоять в должности главы и вести собственное дело.

### Последние годы
После отставки вернулся к предпринимательской деятельности, но вскоре обанкротился и был вынужден переехать в Курскую губернию, где находилось имение его жены. В 1908 году передал Музею Отечественной войны 1812 года одиннадцать акварельных рисунков своего дальнего родственника — генерала Краузе.
Иван Тимофеевич Голенищев-Кутузов сильно заболел в 1909 году и вернулся в Харьков на лечение, где и скончался 8 августа 1909 года. Следующее, после его смерти, заседание городской думы началось с панихиды, которую отслужили в присутствии гласных думы и служащих. Его портрет был вывешен в помещении конторы харьковской электростанции. В его честь была названа стипендия в начальном училище и аллея в Николаевском городском парке.
Его сыном был Дмитрий Иванович Голенищев-Кутузов (1885—1938) — революционер-большевик и советский государственный деятель.

## В культуре
Офицер Иван Голенищев-Кутузов упоминается в романе Льва Славина «За нашу и вашу свободу!», посвященном жизни польского революционера Ярослава Домбровского.

## Награды
- Орден Святого Станислава II степени (май 1896)[13];
- медаль «В память царствования императора Александра III» (1896)[13].